# Enid Balint
Enid Balint oder Enid Flora Balint-Edmonds, geborene Enid Flora Albu (* 1. Dezember 1903 in London; † 19. Juli 1994) war eine britische Psychoanalytikerin und Sozialarbeiterin.

## Leben
Enid Flora Albu erhielt ihre ersten Ausbildungen an der Hampstead High School und am Cheltenham Ladies’ College. Albu absolvierte danach ein Studium der Wirtschaftswissenschaften an der London School of Economics, das sie 1925 mit einer Spezialisierung auf öffentliche Verwaltung abschloss. Nach ihrer Heirat mit dem Philologie-Professor Robert Eicholtz (später Eccles) am 25. März 1925 bekam sie zwei Töchter.
Während und nach dem Krieg hatte Enid viel mit der Organisation und Verwaltung der Wohlfahrtsorganisationen Family Welfare Association (heute Family Action) und Citizens Advice Bureau (heute Citizens Advice) zu tun, um Familien zu helfen, die ihr Zuhause während der Bombardierung verloren hatten. Vor dem Hintergrund ihrer direkten Erfahrungen mit den Verwerfungen, die Familien während des Krieges erlitten, nahm sie 1948 ein zusätzliches Studium der Psychoanalyse bei John Rickman auf. 1948 half sie mit, das Family Discussion Bureau, später bekannt unter Tavistock Relationships, zu gründen, um Sozialarbeiter auszubilden, die für die Familienberatung benötigt wurden. Dabei lernte sie Michael Balint kennen. Nach Rickmans Tod 1951 setzte sie ihre Studien bei Donald Winnicott fort, der einen starken Einfluss auf sie ausübte.
Ihre Ehe mit Eicholtz endete 1952. Am 2. Januar 1953 heiratete sie Michael Balint und das Ehepaar arbeitete ab da eng zusammen. Ihr gemeinsames Forschungs- und Publikationsgebiet war die Arzt-Patienten-Beziehung. Sie hielten gemeinsam Vorträge und besuchten Konferenzen und schrieben gemeinsam mehrere Bücher. Sie entwickelten unter anderem den Ansatz Ehepaare getrennt, aber parallel zu behandeln, wobei der Mann und die Frau verschiedene Therapeuten hatten.
Ein wesentliches Ergebnis der Arbeit zur Arzt-Patienten-Beziehung waren die sogenannten Balint-Gruppen zur Erforschung der Gegenübertragung des Arztes auf seinen Patienten mittels freier Assoziation in einem Gruppensetting. Das Konzept wurde von Michael Balints "Der Arzt, sein Patient und die Krankheit", das in der medizinischen Praxis auf der ganzen Welt nach wie vor sehr einflussreich ist, 1957 dargelegt. Enid Balint beschrieb es so:

„Perhaps the essence of Balint Groups has always been to share experiences and enable people to observe and rethink aspects of their relationships with patients and their work as doctors.“

1958 wurden die Balints zum Gastprofessor (Michael) und zur außerordentlichen Professorin (Enid) an der University of Cincinnati, Ohio, ernannt, die sie in den Folgejahren regelmäßig auch besuchten.
Enid Balint leitete bis 1965 den Ausbildungs- und Forschungskurs für Allgemeinmediziner an der Tavistock Clinic.
Michael Balint starb in der Silvesternacht 1970 in Bristol und nach seinem Tod leitete sie bis 1974 die bis zu seinem Tod von ihm geführte British Psychoanalytical Society mit ihrem 1924 gegründeten Institute of Psychoanalysis. Unter ihrer Führung entwickelten sich zudem eine Reihe von „Balint-Organisationen“ in mehreren Ländern zur Weiterführung der Arbeit in den Balint-Gruppen, darunter 1972 auch die International Balint Federation zur Koordination der Landesgesellschaften. Die britische Balint Society wurde 1969 gegründet, die deutsche Sektion ist die Deutsche Balint-Gesellschaft e.V. in Hannover.
Balint heiratete 1976 erneut, und zwar Robert Humphrey Gordon Edmonds, CMG MBE, Diplomat und Historiker im Ruhestand, praktizierte aber weiterhin. Sie starb 1994.

## Veröffentlichungen (Auswahl)
Ein Sammelband mit ihren Arbeiten wurde 1993 herausgegeben:
- Enid Balint: Before I was I : Psychoanalysis and the Imagination. Hrsg.: Michael Parsons und Juliet Mitchell. Free Association Books, London 1993, ISBN 978-1-85343-187-6.

Mehrere Werke sind in deutscher Übersetzung erschienen:
- Michael Balint, Enid Balint und Konrad Wolff (Übersetzer): Angstlust und Regression. 6. Auflage. Klett-Cotta, Stuttgart 2009, ISBN 978-3-608-94637-6 (Originaltitel: Thrills and regressions.).
- Enid Balint, J. S. Norell und Käthe Hügel (Übersetzerin): Fünf Minuten pro Patient : eine Studie über die Interaktionen in der ärztlichen Allgemeinpraxis. 5. Auflage. Suhrkamp, Frankfurt am Main 1995, ISBN 978-3-518-36946-3 (Originaltitel: Six minutes for the patient.).
- Enid Balint: Mögliche Veränderung des Arztes nach Teilnahme an Balint-Seminaren. In: Boris Luban-Plozza und Hans H. Dickhaut (Hrsg.): Praxis der Balint-Gruppen | Beziehungsdiagnostik und Therapie. 2. Auflage. Springer, Berlin, Heidelberg 1984, ISBN 978-3-540-13742-9, S. 136–140, doi:10.1007/978-3-642-69995-5.

Unter ihren später veröffentlichten Beiträgen finden sich auch solche, die sich mit Michael Balint beschäftigen:
- Enid Balint-Edmonds: The doctor / patient relationship in the 1980s. In: Journal of Balint Society. Band 9, 1981, S. 12–18.
- Enid Balint-Edmonds: Michael Balint: the development of his idea on the use of the “drug” doctor. In: Journal of Balint Society. Band 12, 1984, S. 5–12.
- Enid Balint-Edmonds: Michael Balint in London. In: Journal of Balint Society. Band 14, 1986, S. 8–10.

Online frei verfügbar ist ein 1968 vor der American Psychiatric Association in New Orleans gehaltener Vortrag mit dem Titel The Possibilities of Patient-Centered Medicine.